# 堀岛行真
堀岛行真（日语：／ Horishima Ikuma，1997年12月11日—）生于岐阜縣揖斐郡池田町，是一名日本男子自由式滑雪运动员，主攻雪上技巧。堀岛行真出生后一年受父母影响开始接触滑雪。小学四年级时，他开始接触雪上技巧项目，一年后，他首次参加雪上技巧比赛，在完成比赛后，他便梦想成为第一。2013年，他在福岛县耶麻郡猪苗代町完成了自己的世界杯分站赛首秀。2017年，他在西班牙内华达山举行的世界锦标赛上夺得两项冠军，成为史上首位获得自由式滑雪世锦赛冠军的日本男选手。
堀岛行真的姐姐堀岛有纱同样主攻雪上技巧，也曾参加过国际比赛。